# Arhiducele Ștefan de Austria
Arhiducele Ștefan de Austria (germană Stefan, Erzherzog von Österreich, Prinz von Toskana) (n. 15 august 1932 - d. 12 noiembrie 1998) a fost membru al Casei de Habsburg-Lorena, arhiduce și prinț de Austria, prinț al Ungariei, Boemiei și Toscanei prin naștere. Ștefan a fost cel mai mare copil al Arhiducelui Anton de Austria și a soției acestuia, prințesa Ileana a României.

## Biografie
Primii ani i-a petrecut la Castelul Sonnberg, Austria. În 1942 s-a mutat împreună cu părinții și surorile sale în România. În decembrie 1947 vărul său primar, regele Mihai al României, a fost silit să abdice; în ianuarie 1948 părăsește România împreună cu familia sa, întâi în Elveția apoi în Argentina și în cele din urmă în Statele Unite.
La 26 august 1954 s-a căsătorit la Milton, Massachusetts, cu Mary Jerrine Soper, fiica lui Charles B. Soper și a soției lui, Agnes McNeil. Ștefan și Jerrine au avut împreună cinci copii.
- Christopher Habsburg-Lothringen (n. 26 ianuarie 1957); s-a căsătorit cu Elizabeth Ann Blanchette la 2 mai 1987 (au divorțat în 1994) au doi copii: Saygan Genevieve și Stefan Christopher. S-a recăsătorit cu Catherine Ripley la 15 octombrie 1994 (au divorțat în 2001); au o fiică: Maria Antonia (n. 1997)
- Ileana Habsburg-Lothringen (n. 4 ianuarie 1958); s-a căsătorit cu David Snyder la 23 iunie 1979; au doi copii: Alexandra Marie (n. 1984) și Nicolas David Snyder (n. 1986)
- Peter Habsburg-Lothringen (n. 19 februarie 1959); s-a căsătorit cu Shari Suzanne Reid la 27 iunie 1981; nu au avut copii. În 1989 s-a recăsătorit cu Lauren Ann Klaus și au adoptat trei copii născuți în Rusia
- Constanza Habsburg-Lothringen (n. 2 octombrie 1960); s-a căsătorit cu Mark Lee Matheson la 16 ianuarie 1987 (au divorțat la 1 noiembrie 1995). S-a recăsătorit la 8 noiembrie 1997 cu Michael Dale Bain cu care are un fiu: Michael Bain (n. 1998)
- Anton Habsburg-Lothringen (n. 7 noiembrie 1964); s-a căsătorit la 5 octombrie 1991 cu Ashley Byrd Carrell (23 August 1966 - 24 Octombrie 2002)